# ア・ラヴ・トゥ・ラスト
『ア・ラヴ・トゥ・ラスト』（英語: A Love to Last）は、フィリピンのテレビドラマ。ABS-CBNで2017年1月9日から9月22日まで放送された。

## 登場人物
アンドレア「アナデング」アゴンシーヨ・ノーブレ
演：ビーア・ロンゾ
アントニオ「アントン」ノーブレIV
演：イアン・ベネラシオン
グレース・シルベリオ
演：イザ・カルザド